# Amnicythere
Amnicythere is een geslacht van kreeftachtigen uit de klasse van de Ostracoda (mosselkreeftjes).

## Soorten
- Amnicythere affinis (Brady, 1869) Mostafawi, 1989
- Amnicythere antoninus Carbonnel, 1969 †
- Amnicythere kenyae Jellinek, 1993